# カラテバラモン
カラテバラモン（1971年6月12日 - ）は、日本のプロレスラー。本名：北川 盛治（きたがわ せいじ）。

## 経歴
1971年、石川県金沢市に生まれる。
2008年8月17日、浅草ファイト倶楽部で行われた長瀬館長自主興行にてプロレスデビュー。
2011年2月9日、紅白プロレス合戦新木場1stRING大会で行われた2代目大鷲透決定バトルロイヤルにバラモン兄弟（バラモン・シュウ&バラモン・ケイ）推薦のカラテバラモンとして出場。
"シャバッシュ"なる常人にはマネのできないパフォーマンスを得意としており、試合前や記者会見で披露している。
参戦する大日本プロレスやプロレスリングFREEDOMSにおいては、バラモン兄弟のwithなどとして参戦することが多い。タッグマッチではあまり戦力になっていないように見えるが、勝利に貢献する時もある。またFREEDOMSではよくシングルを組まれる。
紅白プロレスで石川修司とシングルを行い、スプラッシュマウンテンで抱え上げられKOされたことがある。
2013年4月27日、四日市オーストラリア記念館で初ライブ「カラテバラモンアコースティックライブビッグジャパンツアー2013」を行う。CDはほとんど売れるも一枚はバラモン兄弟によって破壊されている。このライブを行うため、大日本プロレスの登坂社長とリザーブ池田の手相を見てほめたたえライブが実現した。。
2013年11月29日、取り壊し前の最後のプロレス興行となった大日本プロレス四日市オーストラリア記念館大会でカラテバラモン復活ライブを行なう。復活する前のしばらくは大日本には姿を見せなかったが、その間世界各国でライブをしていたとの事。なお持ち歌の歌詞は公共の電波では放送できない内容が多い。
2014年はFREEDOMSで吹本賢児と組みタッグリーグに出場する。チーム名は「東洋の魔女」。3月3日までオリンピックに行っていて吹本はバレーボールで銅メダルをとったらしい。その後吹本を洗脳しバイアグラ吹本として信者にする。3月13日の後楽園ホール大会では「東洋の魔女デラックス」と命名し、新たに洗脳した信者・石川修司を加えてムーの太陽との宗教戦争をすることが決定し、自身は神様と名乗るも敗北。バラモン兄弟曰く非暴力が暴力に勝ったとのこと。
2014年4月27日大日本プロレス仙台大会でフランク篤との合同ライブカラバキ&フラバキロックフェスティバル&シングルマッチ&CD発売。なおライブハウスでカラテバラモンがライブをやるのは初である。ライブ後に第0試合としてフランクとシングルマッチを行う。
5月2日の試合後に病気で欠場することが本人からではなく対戦相手のジ・ウィンガーから発表される。病気の症状については発表していないが、ブログなどでは病院に通院していることを発表している。その後FREEDOMSの新木場大会に登場し欠場発表をする。またバラモン兄弟は「内臓を壊して死にそうだ」と発表している。
10月16日、FREEDOMSに5か月ぶりに登場。特別レフェリーとしてバラモン兄弟vsウルトラマンロビン&吹本賢児による試合を裁く。
2015年、大日本プロレス両国大会で目撃されている。また入れ歯になったことをブログで報告。
10月20日、FREEDOMS後楽園ホール大会にバラモン兄弟のセコンドとして登場。「訳が合って試合はできない」とバラモン兄弟から発表される。この日以降バラモン兄弟の参戦する大会に多く登場。
12月10日、かつて宗教戦争を行ったムーの太陽に入信。
2017年よりFREEDOMSにて力とカラテバラモン2号と結託。

## カラテバラモンのゆかいな仲間たち
- バラモン兄弟（バラモン・シュウ&バラモン・ケイ）
- バイアグラ吹本（東洋の魔女デラックスの仲間でカラテが洗脳してシャバッシュも行う）
- 信者・石川修司（同じく東洋の魔女デラックスの信者）
- フランク篤（仙台大会でカラバキ&フラバキロックフェスティバルを行う）
- リザーブ池田（カラテがよく手相を見る大日本の東海地区と東北地区の興行責任者）

## 特徴
- トークの大半に下ネタが含まれている。
- 試合中や記者会見場ではシャボン玉を常に常備している。
- コスチュームは電光石火と書かれた黒帯の胴着だが、いざ脱ぐと女性ものの下着一枚の時がほとんどである。
- バラモン兄弟のことをシュウくん・ケイくん、フランク篤のことをフランクくんなどと、他人に対してはくん付けである。
- 手相を見ることが得意で大日本のリザーブ池田の手相をよく見る。

## 得意技
大陰真流万華チョップ
基本的に外れるカラテバラモンのチョップ。前置きが長く菊タローの大演説後のブレーンバスターのようなもの。
シャバッシュ
試合前に頻繁に行う。